# Victoria Hayward
Victoria Gran Hayward (Toronto, 11 de abril de 1992) é uma jogadora de softbol canadense, que joga na posição de defensor externo (outfielder).

## Carreira
Hayward compôs o elenco da Seleção Canadense de Softbol Feminino nos Jogos Olímpicos de Verão de 2020 em Tóquio, onde conquistou a medalha de bronze após confronto contra a equipe mexicana na disputa pelo pódio na competição.